# Kevin Lewis (calciatore 1940)
Kevin Lewis (Ellesmere Port, 19 settembre 1940) è un ex calciatore inglese, di ruolo attaccante.

## Caratteristiche tecniche
Lewis era un'ala destra che poteva essere schierata anche a sinistra, dotata di un tiro molto potente.

## Carriera
Formatosi calcisticamente nello Sheffield Utd, entrò a far parte della prima squadra delle Blades a partire dal 1957, militando per tre stagioni nella serie cadetta inglese.
Nel giugno 1960 viene acquisito dal Liverpool per £13.000, fortemente voluto dall'allenatore Bill Shankly. Partito titolare, perse nel corso stagione 1961-1962 il posto da titolare a causa dell'ascesa di Ian Callaghan, ritrovando spazio solo ad aprile, in sostituzione di Ian St. John. Il campionato si concluse con la vittoria dei Reds ed il ritorno del club nella massima divisione inglese, e vide Lewis protagonista con una doppietta nel decisivo incontro contro il Southampton. Nella First Division 1962-1963 trovò spazio ai danni di Alan A'Court e chiuse il torneo all'ottavo posto.
L'arrivo di Peter Thompson nell'estate 1963 dal Preston N.E. gli chiuse ogni spazio presso i Reds e nell'agosto dello stesso anno scese di categoria per giocare nell'Huddersfield Town. Con i Terriers gioca due stagioni in cadetteria.
Terminata l'esperienza con la squadra di Huddersfield, passa ai dilettanti del Wigan e poi si trasferisce definitivamente in Sudafrica per giocare nel Port Elizabeth City, con cui vince la NFL 1967. Interromperà la carriera nel 1968 per un infortunio al ginocchio.
Nel 1974 torna in attività, ingaggiato dagli statunitensi del Washington Diplomats, franchigia esordiente nella North American Soccer League. Nella stagione 1974 con i capitolini non riuscì a superare la fase a gironi del torneo nordamericano.

## Palmarès
- Second Division: 1

Liverpool: 1961-1962
- NFL: 1

Port Elizabeth City: 1967